# Derrubadas
Derrubadas es un municipio brasileño del estado de Rio Grande do Sul.

## Datos básicos
Se encuentra ubicado a una latitud de 27º15'53" Sur y una longitud de 53º51'39" Oeste, estando a una altitud de 485 metros sobre el nivel del mar. Su población estimada para el año 2004 era de 3.325 habitantes.

## Contexto geográfico
Ocupa una superficie de 365,44 km². Se ubica a orillas del río Uruguay, el cual hace de frontera con la Argentina y con el estado de Santa Catarina
Derrubadas es la ciudad más próxima al Parque Estatal del Turvo, en el que se hallan los Saltos del Moconá, sobre el río Uruguay en la frontera argentino-brasileña.

## Imágenes

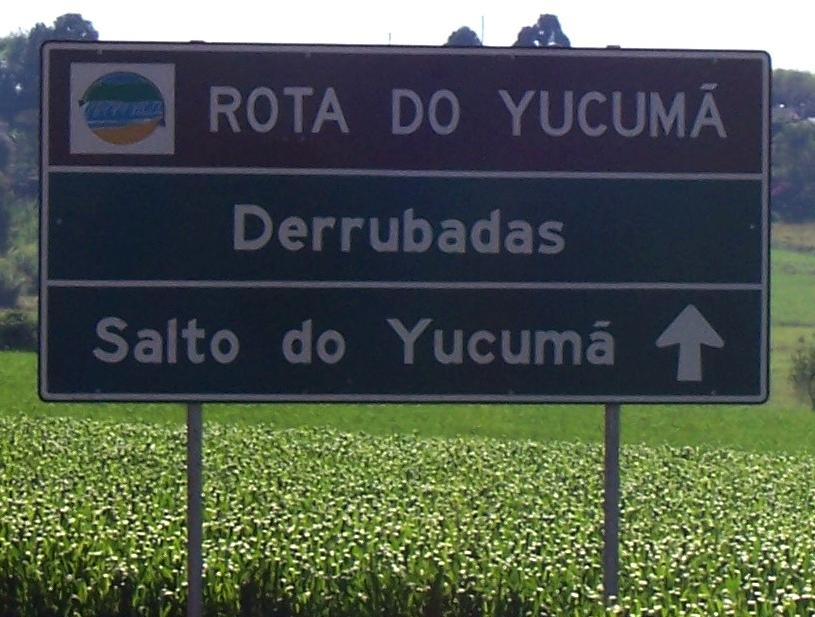
Derrubadas, la puerta de ingreso al Moconá.
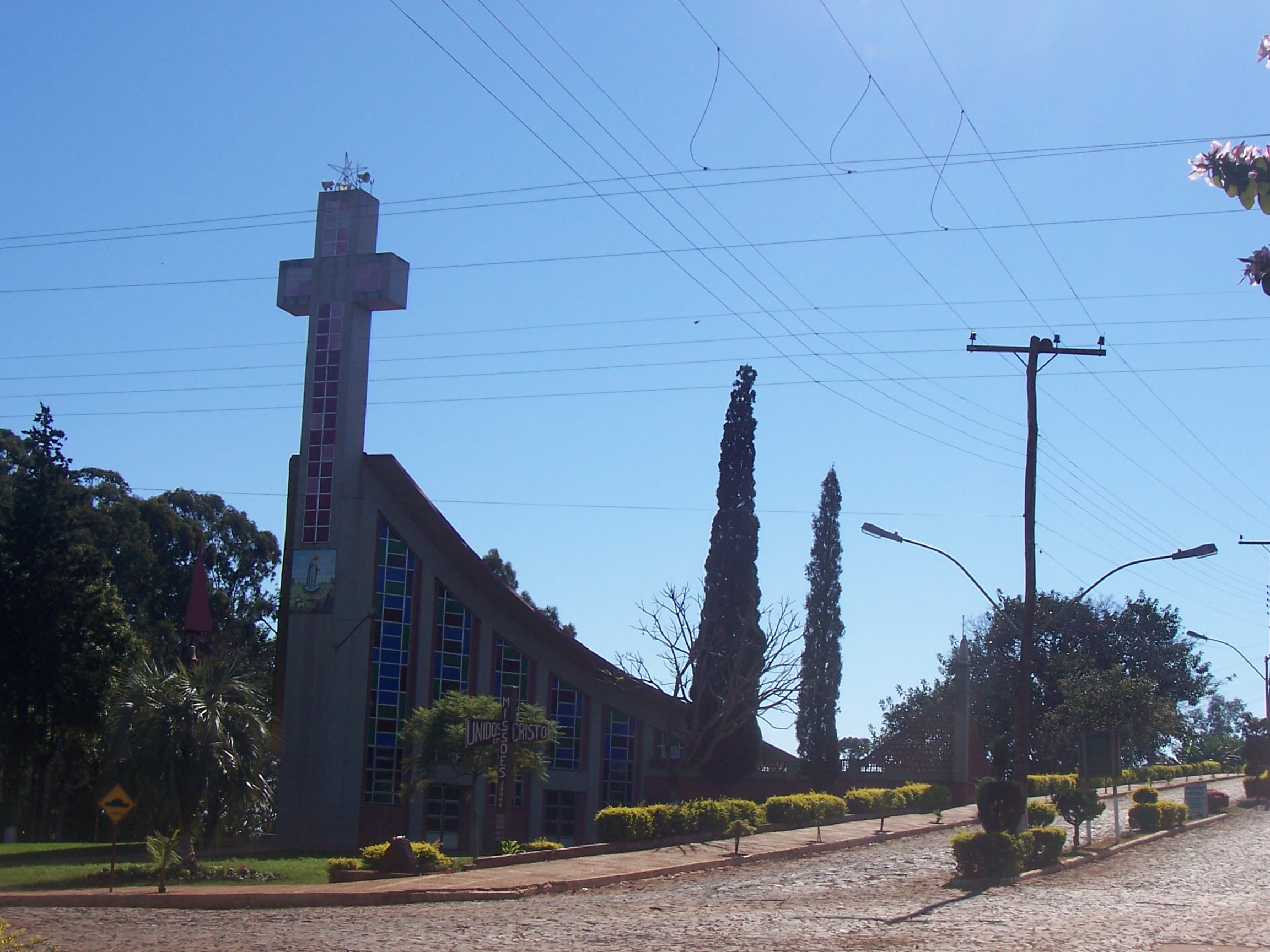
La iglesia principal de Derrubadas.
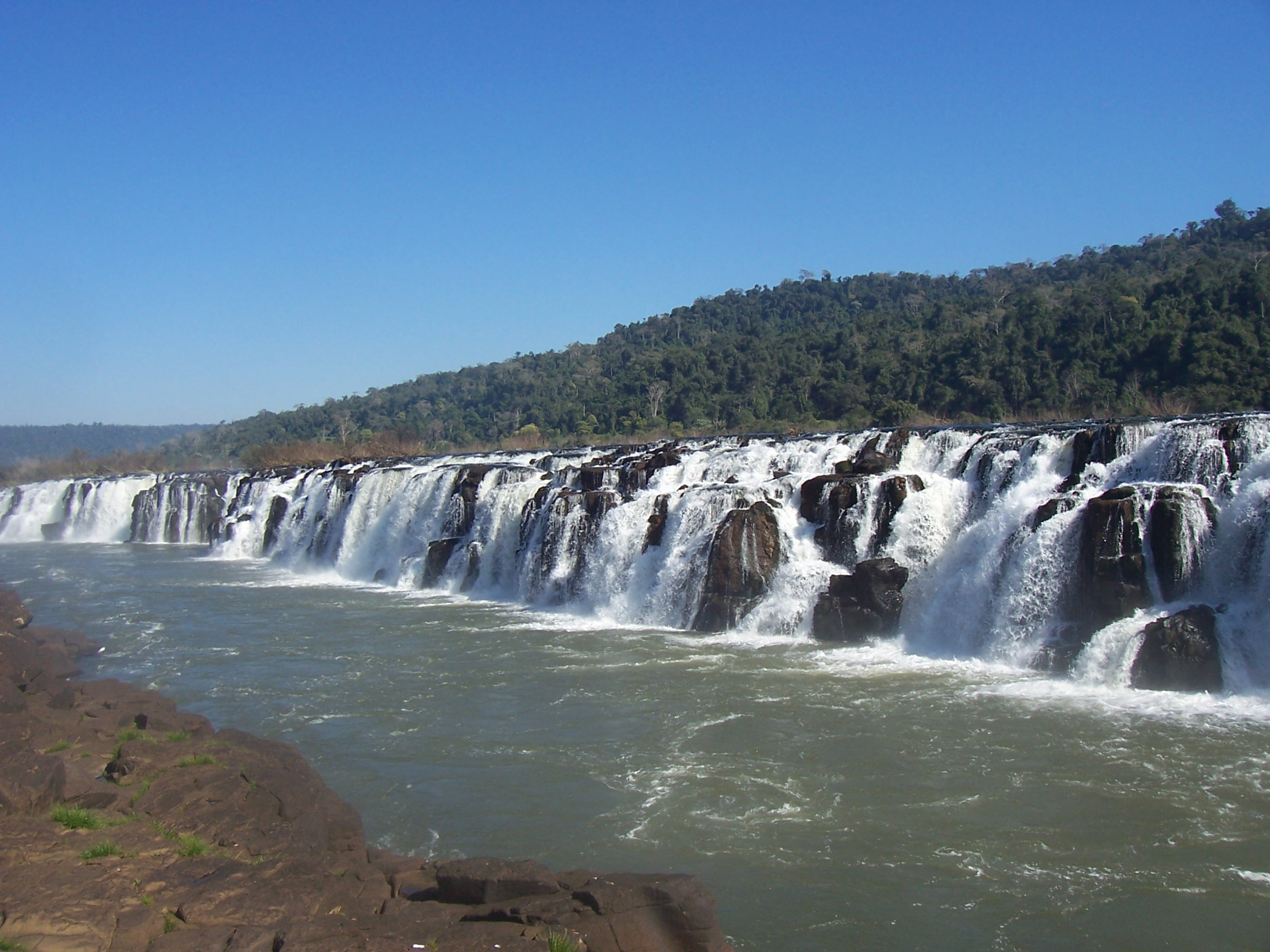
Los Saltos del Moconá, a pocos kilómetros de la ciudad.

- Datos: Q638794
- Multimedia: Derrubadas / Q638794